# Villars (Loara)

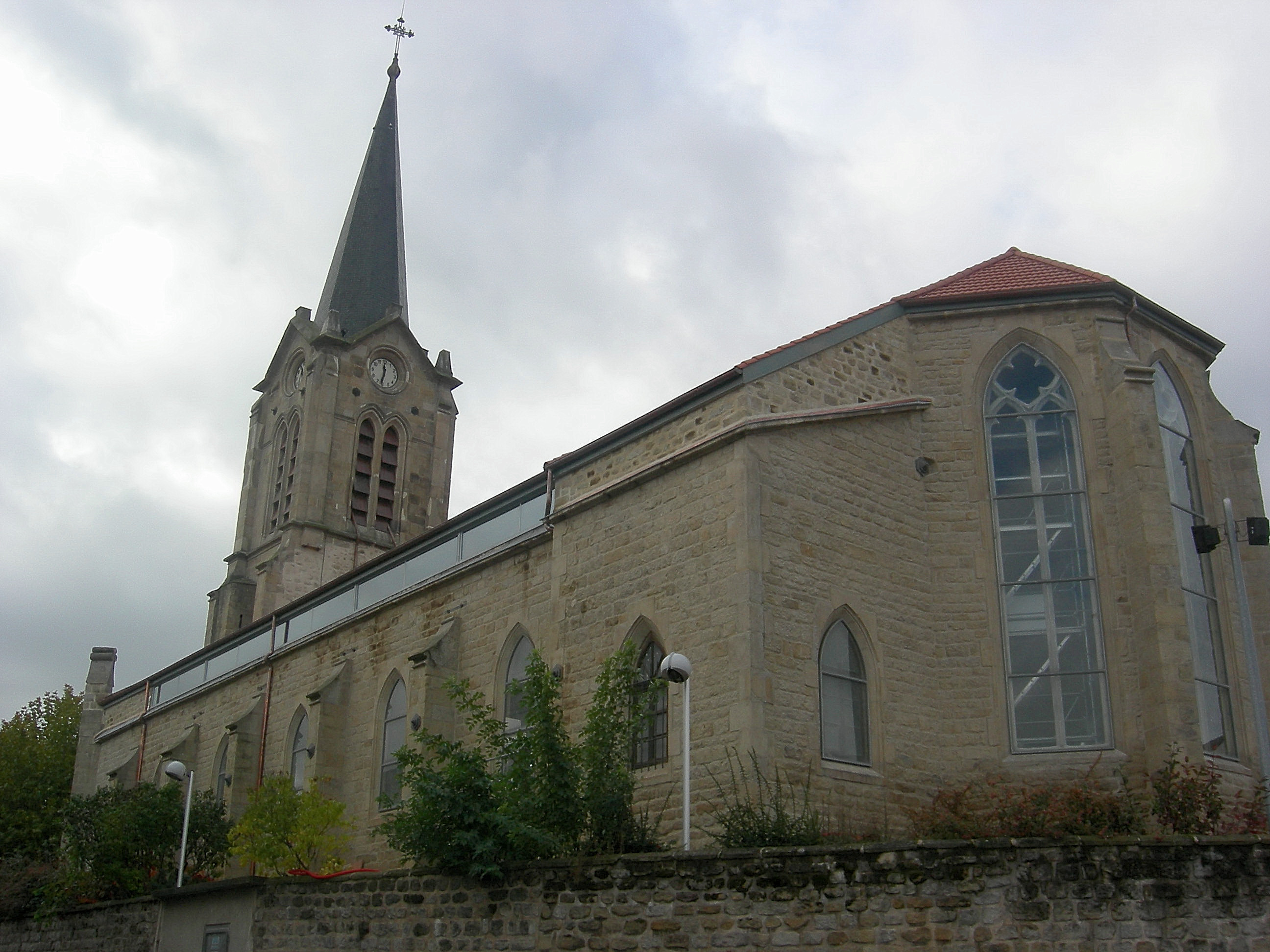
Kościół w Villars, 2009

Villars – miejscowość i gmina we Francji, w regionie Owernia-Rodan-Alpy, w departamencie Loara.
Według danych na rok 1990 gminę zamieszkiwało 8189 osób, a gęstość zaludnienia wynosiła 1432 os./km² (wśród 2880 gmin regionu Rodan-Alpy Villars plasuje się na 88. miejscu pod względem liczby ludności, natomiast pod względem powierzchni na miejscu 1456.).

## Współpraca
- Halberstadt, Niemcy
- Torredembarra, Hiszpania